# Via dei pompieri N. 25
Via dei pompieri N. 25 (Tuzolto utca 25) è un film del 1973 diretto da István Szabó, vincitore del Pardo d'Oro 1974 al Festival del cinema di Locarno.

## Trama
Gli edifici di via dei Pompieri vengono abbattuti uno dopo l'altro per far posto alla nuova Budapest. Il fatiscente edificio al civico 25 è però tuttora abitato. Una notte di caldo opprimente fa da cornice alle storie e ai sogni dei vari inquilini. La luce del mattino ricorda che come i sogni la casa dove vivono verrà presto spazzata via.

## Produzione
Il film fu prodotto dalla Budapest Filmstúdió e dalla Hungarofilm.

## Distribuzione
In Ungheria, uscì nelle sale il 27 settembre 1973. Negli Stati Uniti, fu presentato nell'ottobre 1974 al Chicago International Film Festival. Il film fu trasmesso per la prima volta in tv in Svezia, il 7 aprile 1975. Venne proiettato a New York il 9 marzo 1982 distribuito dall'Unifilms e partecipò il 1º aprile 2005 al ceco Febio Film Festival. Nel 2004, è stato distribuito in DVD dalla Kino Video.

## Riconoscimenti
- 1974 - Festival del cinema di Locarno
  - Pardo d'Oro